# صلاح الدين قنطار
عمر صلاح الدين قنطار (بالتركية: Selâhattin Kantar)‏ (ولد في عام 1878 وتوفي في17 نوفمبر 1943) هو موسيقي تركي، عالم اثار، صحفى وكاتب كما انه المدير المؤسس لمتحف ازمير للاثار. وبين عامى 1932-1941 -بالتعاون مع رودلف ناومان انشأ حفريات سميرناأغورا. وكان طفلا لعاءلة معروفة في ازمير فكانت مسئولة عن ضبط الموازين في الاسواق. ولد قنطار عام 1878 بأزمير. ووالده محمد توفيق كان مسئول عن ضبط الموازين في الاسواق  مسئول عن  الموازين في الاسواق تم التعديل بتاريخ 10 ديسمبر وفي عام 1880 أصبح نائبا لرئيس المحكمة التجارية في ازمير وعلى الرغم من كونه رجلا حاد الطباع الا انه عرف أيضا بانه رجل فكاهى إلى حد ما. وبدا مشواره المهنى بالعمل بالصحافة والكتابة وكان أول عمل مسرحى كتبه «كارا ضانا» وفي مرحلة المشروطية الثانية بينما انتشرت كتاباته في جريدة «خدمة» في ازمير من ناحية اخري في ولاية «ايدين»(منطقة إيجة)نشرت جريدة «خدمة» والتي كانت أطول عمرا (1908-1913)وفي نازلى أصبح رئيس جريدة مطلفا المطبوعة.كما انه استطاع لفت الانظار اليه مجددا في بعد ان عمل في جريدة المحرر عام 1911 ودلك لانه الوحيد الدى كانت كتاباته هزلية وساخرة في نفس الوقت.وفي نفس هده الفترة اخد مكانا في المجموعات المسرحية لهيوسكاران التي انشأها المثقفين في ازمير.
كما اسس صلاح الدين قنطار بالتعاون مع محافظ ازمير «قازم دارك» ومدير متحف الاثار باسطنبول عزيز اوغان أول متحف اثار بازمير واطلق عليه متحف«عصر انتيكا» ودلك في عام 1886 والتي انشات مكانه كنيسة اياوكلا في عام 1927.
وقد زار مصطفى كمال أتاتوركالمتحف عام 1931 وكتب تلك الجملة في دفتر المتحف «زرت متحف» عصر انتيكا«بازمير والدي بنى بدقة ومهارة عالية وقد تشرفت بزيارته» وقد لقب المتحف عام 1943 ب «متحف ازمير للاثار» ودلك خلال إدارة صلاح الدين قنطار له. 
وقتم صلاح الدين قنطار باعتباره مديرمتحف الاثار بازمير بين عامى 1941 - 1932 بالتعاون مع حقى غولتكان وعالم الاثار الالمانى رودلف ناومان بانشاء قسم مهم تتوافر فيه الحفريات.ونشر ناومان وعالم الاثار الاسترالى فرانز ملتنر نتيجة ابحاث الحفريات في عام 1934 كما نشرت مجددا بعد موت قنطار عام 1950